# Liste der Rektoren der Wirtschaftsuniversität Wien
Die Liste der Rektoren der Wirtschaftsuniversität Wien listet alle Rektoren dieser Hochschule ab der Umbenennung in Hochschule für Welthandel im Jahr 1919 auf.

## Hochschule für Welthandel (1919–1975)
|  | Name               | von  | bis  | Fachbereich | Anmerkung                                             |
|  | ------------------ | ---- | ---- | ----------- | ----------------------------------------------------- |
|  | Anton Schmid       | 1919 | 1921 |             |                                                       |
|  | Josef Gruntzel     | 1921 | 1923 |             |                                                       |
|  | Franz Heiderich    | 1923 | 1925 |             |                                                       |
|  | Josef Gruntzel     | 1925 | 1927 |             |                                                       |
|  | Julius Ziegler     | 1927 | 1929 |             |                                                       |
|  | Ernst Beutel       | 1929 | 1931 |             |                                                       |
|  | Josef Gruntzel     | 1931 | 1932 |             |                                                       |
|  | Julius Ziegler     | 1932 | 1934 |             |                                                       |
|  | Franz Dörfel       | 1934 | 1936 |             |                                                       |
|  | Bruno Dietrich     | 1936 | 1939 |             | Bruno Dietrich im Wien Geschichte Wiki der Stadt Wien |
|  | Franz Dörfel       | 1939 | 1939 |             |                                                       |
|  | Kurt Knoll         | 1939 | 1944 |             | Kurt Knoll im Wien Geschichte Wiki der Stadt Wien     |
|  | Leopold Mayer      | 1944 | 1945 |             |                                                       |
|  | Franz Dörfel       | 1945 | 1946 |             |                                                       |
|  | Karl Oberparleiter | 1946 | 1947 |             |                                                       |
|  | Richard Kerschagl  | 1947 | 1949 |             |                                                       |
|  | Willy Bouffier     | 1949 | 1951 |             |                                                       |
|  | Karl Oberparleiter | 1951 | 1953 |             |                                                       |
|  | Walter Heinrich    | 1953 | 1955 |             |                                                       |
|  | Karl Oberparleiter | 1955 | 1956 |             |                                                       |
|  | Julius Wirl        | 1956 | 1958 |             |                                                       |
|  | Edmund Grünsteidl  | 1958 | 1960 |             |                                                       |
|  | Richard Kerschagl  | 1960 | 1962 |             |                                                       |
|  | Leopold Scheidl    | 1962 | 1964 |             |                                                       |
|  | Walter Heinrich    | 1964 | 1965 |             |                                                       |
|  | Hans Krasensky     | 1965 | 1966 |             |                                                       |
|  | Karl Skowronnek    | 1966 | 1968 |             |                                                       |
|  | Willy Bouffier     | 1968 | 1969 |             |                                                       |
|  | Slavomir Condanari | 1969 | 1970 |             |                                                       |
|  | Erich Weis         | 1970 | 1973 |             |                                                       |
|  | Paul Bernecker     | 1973 | 1975 |             |                                                       |

## Wirtschaftsuniversität Wien (seit 1975)
|  | Name                    | von                    | bis  | Fachbereich                    | Anmerkung      |
|  | ----------------------- | ---------------------- | ---- | ------------------------------ | -------------- |
|  | Alois Brusatti          | 1975                   | 1981 |                                |                |
|  | Heinrich Stremitzer     | 1981                   | 1983 | Versicherungswirtschaft        |                |
|  | Herbert Matis           | 1983                   | 1985 |                                |                |
|  | Heinz Peter Rill        | 1985                   | 1987 |                                |                |
|  | Hans Robert Hansen      | 1987                   | 1991 | Wirtschaftsinformatik          |                |
|  | Fritz Scheuch           | 1991                   | 1995 | Marketing                      |                |
|  | Heinrich Otruba         | 1995                   | 1997 |                                |                |
|  | Gabriel Obermann        | 1997                   | 1998 | Finanzwissenschaft             |                |
|  | Hans Robert Hansen      | 1998                   | 2002 | Wirtschaftsinformatik          |                |
|  | Christoph Badelt        | 2002                   | 2015 | Wirtschafts- und Sozialpolitik |                |
|  | Edeltraud Hanappi-Egger | 2015                   | 2023 | Genderforschung                | erste Rektorin |
|  | Rupert Sausgruber       | ab dem 1. Oktober 2023 |      | Public Economics               |                |